# 서영도 일렉트릭 앙상블
서영도 일렉트릭 앙상블(Seo Young Do Electric Ensemble)은 대한민국의 앙상블 그룹이다.